# Microchelifer acarinatus
Microchelifer acarinatus är en spindeldjursart som beskrevs av Beier 1972. Microchelifer acarinatus ingår i släktet Microchelifer och familjen tvåögonklokrypare. Inga underarter finns listade i Catalogue of Life.